# Джеймс Едінгтон
Джеймс Едінгтон (1787–1844), колекціонер мінералів із Глазго, Шотландія, першовідкривач
мінералу едінгтоніту.